# Textée
La textée est un jeu, proposé pour la première fois par l'Oulipo, régulièrement repris dans l'émission radiophonique Des Papous dans la tête. 
On donne le mode d'emploi d'un texte préexistant aux participants, qui ignorent de quel texte il est question et doivent faire de leur mieux pour respecter les consignes. On comparera finalement les textes écrits par les participants avec le texte original.